# Okulary (nowela)
Okulary (ang. The Spectacles) – nowela Edgara Allana Poe, opublikowana w 1844 roku, utrzymana w stylu komediowym.

## Treść
22-letni narrator Napoleon Buonaparte, zmienia ostatni człon swojego nazwiska z „Froissart” na „Simpson”, by odziedziczyć dużą sumę pieniędzy od dalekiego kuzyna Adolphusa Simpsona.
Podczas wizyty w operze spostrzega piękną kobietę wśród publiczności i zakochuje się w niej od pierwszego wejrzenia. Długo opisuje jej piękno, chociaż nie jest w stanie dobrze jej się przyjrzeć, mając słaby wzrok. Jest świadom tego, że powinien nosić okulary, lecz w swej próżności, nie chce ich założyć. Jego przyjaciel rozpoznaje w kobiecie Madame Eugenie Lalande, bogatą wdowę i obiecuje mu ją przedstawić. Narrator zaleca się do niej i proponuje małżeństwo. Kobieta prosi go aby złożył przysięgę, że w czasie nocy poślubnej założy okulary.
Gdy je zakłada, widzi przed sobą bezzębną, starą kobietę. Wyraża przerażenie spowodowane jej wyglądem, spotęgowane jeszcze odkryciem, iż ma ona 82 lata. Kobieta zaczyna grzmieć na jej głupiego potomka, zwracając się do niego Napoleonie Bonaparte Froissartcie. Narrator zdaje wtedy sobie sprawę, że jest ona jego prababką. Madame Lalande, która jest również panią Simpson, przyjechała do Ameryki, aby spotkać się z dziedzicem jej męża. Towarzyszyła jej o wiele młodsza krewna, Madame Lalande. Za każdym razem, gdy narrator mówi o Madame Lalande, jego rozmówcy są przekonani, że ma on na myśli młodszą kobietę. Gdy starsza Madame Lalande odkrywa, że została pomylona z młodszą krewną ze względu na słaby wzrok narratora, uświadamiając sobie jednocześnie, że ten omyłkowo zalecał się do niej zamiast być uprzejmym dla krewnej, postanawia się odegrać i skrzętnie planuje oszustwo w postaci udawanego małżeństwa. Nowela kończy się ślubem narratora z młodszą Madame Lalande a ten przysięga, że już nikt go nie spotka bez okularów.

## Tematyka
Poza medyczną troską o wzrok narratora, sugerującą posłuszeństwo lekarzowi, Poe zdaje się podejmować temat miłości od pierwszego wejrzenia. Już pierwsze zdania noweli wskazują, że w modę weszło wyśmiewanie tej idei. Dzieło natomiast jest próbą dodania do innych, niemal niezliczonych instancji, prawdziwości stanowiska, że taka miłość jednak istnieje. Ironią jest, że narrator nie ma sposobności do pierwszego wejrzenia na kobietę, w której zakochuje się, nie mając na sobie okularów.
Poe uwypukla także problem próżności. Narrator zmienia swoje nazwisko o większej reputacji z Froissart na Simpson, takie „częściej używane i plebejskie” tylko po to aby przejąć spadek. Jak sam twierdzi oryginalne nazwisko wywoływało w nim „wielką dumę”, a owa duma nie pozwala mu nosić okularów. Madame Laland przyznaje, że chciała dać mu nauczkę.
Nazwisko Napoleon Buonoparte odnosi się w oczywisty sposób do Korsykanina, generała Napoleona.

## Publikacja
Okulary zostały po raz pierwszy opublikowane w Philadelphia Dollar Newspaper 27 marca 1844 roku. Krytycy sugerowali, że nowela może się dobrze sprzedać, bo jest relatywnie obszerna, a także ponieważ cechuje się sporą dawką humoru. Jej przedruk datuje się na marzec 1845 roku w Broadway Journal. Sam Poe przyznawał, że nie był świadom korzystnej długości Okularów do momentu, gdy było już za późno, by zaradzić złu.

## Krytyka
Redakcja Dollar Newspaper wydrukowała Okulary z komentarzem, że pochodzi ona spod zdolnego i czystego pióra Poe i ustępuje tylko popularnej noweli Złoty żuk. Redaktor John Stephenson Du Solle robiąc przedruk opowieści w dzienniku The Spirit of the Times w Filadelfii mówił, że Historia Poe sama w sobie jest warta tego, aby podwoić cenę gazety.

## Literatura
- Sova, Dawn B. (2001). Edgar Allan Poe: A to Z.. Checkmark Books.
- Quinn, Arthur Hobson. Edgar Allan Poe: A Critical Biography. Baltimore: The Johns Hopkins University Press, 1998. ISBN 0-8018-5730-9. p. 400
- Thomas, Dwight & David K. Jackson. The Poe Log: A Documentary Life of Edgar Allan Poe, 1809–1849. Boston: G. K. Hall & Co., 1987. ISBN 0-8161-8734-7. p. 455–456
- Thomas, Dwight & David K. Jackson. The Poe Log: A Documentary Life of Edgar Allan Poe, 1809–1849. Boston: G. K. Hall & Co., 1987. ISBN 0-8161-8734-7. p. 456